# Andrònic d'Alexandria
Andrònic d'Alexandria (copte: Ⲁⲛⲇⲣⲟⲛⲓⲕⲟⲥ; àrab: أندرونيقوس, Andrūnīqūs) va ser patriarca Copte d'Alexandria de l'any 616 fins a la seva mort l'any 623.
Era d'una família molt rica i influent, i tenia un cosí que era cap del Consell d'Alexandria. Degut a això els cristians d'altres creences no el podien expulsar. Va rebre una excel·lent educació i va destacar en la interpretació de les Sagrades Escriptures. Pel coneixement, la justícia i la caritat que mostrava cap als pobres, va ser ordenat diaca. La comunitat copta, per consens, el va escollir papa i patriarca d'Alexandria, tot i que mai havia viscut en un monestir. Durant els dies del seu regnat va viure a Alexandria sense deixar-se intimidar per l'autoritat dels cristians que seguien les creences del Concili de Calcedònia.

## Elssassànidesconquereixen Egipte
Poc després de la seva elecció com a Papa copte, el rei persa de la dinastia sassànida Còsroes II, amb el seu exèrcit, va atacar l'exèrcit romà d'Orient, destruint-lo i aniquilant-lo. Còsroes va ocupar les ciutats d'Alep, Antioquia, Jerusalem, les terres dels edomites i la província romana d'Egipte. Els perses es van disposar a envair la ciutat d'Alexandria, on hi havia, als voltants, 600 monestirs. Els monjos es mostraven insolents amb els invasors, dient que no tenien por i com que eren molt rics van fer actes de burla. L'exèrcit persa, però, va aconseguir conquerir els monestirs, tancant totes les vies d'escapament als monjos, que van ser assassinats, excepte alguns que es van poder fer escàpols, i els monestirs destruïts. Tot el que hi havia de diners i mobles ho van saquejar. Quan la notícia va arribar als alexandrins, van decidir, obrir les portes de la ciutat per no patir la mateixa sort, i deixar entrar els perses.
Segons una tradició, el rei persa Còsroes va tenir un somni on una veu li va dir: «Jo t'he lliurat la ciutat. No la destrueixis, però mata als seus habitants perquè són hipòcrites en la seva religió». Còsroes va detenir el governador de la ciutat i el va encadenar. Va ordenar als ancians de la ciutat que reunissin tots els homes de 18 a 50 anys perquè rebrien vint denaris cadascú. Es van presentar 80.000 homes, però els perses els van envoltar i els van matar a tots amb l'espasa.
Els perses van continuar la seva conquesta i van envair l'Alt Egipte. Passant prop de la ciutat de Niciu, també anomenada Ibshadi, va saber que uns 700 monjos vivien en cel·les i coves fora de la ciutat, i li van explicar que estaven defensats per una muralla fortificada, i que eren reprovables, per la magnitud de la seva riquesa. Va ordenar a l'exèrcit que encerclés els habitatges i que, de matinada, matessin tots els monjos.
Còsroes II va continuar matant i empresonant molts cristians fins que l'emperador Heracli va reconquerir Egipte i el va posar sota el control de l'Imperi Romà d'Orient.

## Mort
Sis anys després de la seva elecció al papat i després del patiment causat per la invasió i persecució dels sassànides, Andrònic va morir el 16 de gener de l'any 623.